# 赤土眞弓
赤𡈽 眞弓（あかど まゆみ、1965年6月28日 - ）は、日本の女性声優。リアライズ所属。福島県出身。
苗字の二文字目の「土」は、実際には右上に点のついた「𡈽」(U+2123D)が正しい字である。その代用として、赤土’眞弓のように表記されることもある。

## 出演作品

### テレビアニメ
1994年
- 赤ずきんチャチャ（1994年 - 1995年、やっこちゃん）

1996年
- 水色時代（代田橋先生）
- るろうに剣心 -明治剣客浪漫譚-（太助、老婆、松）

1997年
- ケロケロちゃいむ（みずたま、ヒノタマ）
- こどものおもちゃ（ばびっと〈代役〉）

1998年
- こちら葛飾区亀有公園前派出所（1998年 - 2004年、老人、小野正子、佐々木小春、美代）
- さくらももこ劇場 コジコジ（1998年 - 1999年、知恵子、若い知恵子）
- 発明BOYカニパン（カットソー）

2000年
- ドキドキ♡伝説 魔法陣グルグル（おばあさん）
- メダロット魂（ワカバ）

2002年
- ギャラクシーエンジェル（第3作）（物知り婆さん）
- 真・女神転生Dチルドレン ライト&ダーク（老婦人）
- Dr.リンにきいてみて!（品川の母）
- 満月をさがして（田中さん）

2003年
- GUNSLINGER GIRL（マリア＝ペトリス部長）

2005年
- アイシールド21（岡婦長、雪光の母）

2006年
- おねがいマイメロディ 〜くるくるシャッフル!〜（香取恵の母）
- 僕等がいた（竹内の母）

2007年
- 人造昆虫カブトボーグ V×V（おババ）

2009年
- 毎日かあさん（まあくんママ、看護師長、子供、親戚）

2012年
- 超訳百人一首 うた恋い。（乳母）

### OVA
- 赤ずきんチャチャ（1995年 - 1996年、やっこちゃん）

### ゲーム
- 赤ずきんチャチャ お騒がせ！パニックレース（1996年、やっこちゃん）
- ルルリ・ラ・ルラ（1998年、レイナス）